# Денискин, Алексей Николаевич
Алексей Николаевич Денискин (род. 15 декабря 1978, Воскресенск, Московская область) — российский и белорусский хоккеист, защитник. Мастер спорта Республики Беларусь. Тренер.

## Биография
Воспитанник воскресенского «Химика». Хотел стать вратарём, до пятого класса играл центральным нападающим, затем перешёл в оборону. В России играл за команды «Химик» (1996/97), ХК ЦСКА (1997/98 — 1998/99), ЦСК ВВС (1999/2000), «Лада» (1999/2000, 2000/01), «Лада-2» (1999/2000), «Динамо-Энергия» (2000/01, 2001/02), ЦСКА (2001/02), «Металлург-2» Новокузнецк (2001/02), «Крылья Советов» (2008/09).
В Белоруссии выступал за «Гомель» (2002/03 — 2005/06, 2011/12), «Керамин» (2006/07 — 2007/08), «Юность» Минск (2009/10 — 2010/11). Завершал карьеру в команде чемпионата Украины «Львы» Львов.
Участник хоккейного турнира зимней Универсиады 1999 в составе сборной России. Провёл один матч за сборную Белоруссии.
С 2014 года — детский тренер в «Химике».

## Достижения
- Чемпион Белоруссии (4): 2003, 2008, 2010, 2011
- Серебряный призёр чемпионата Белоруссии: 2007
- Бронзовый призёр чемпионата Белоруссии (2): 2004, 2012
- Обладатель Кубка Белоруссии (4): 2003, 2004, 2010, 2011
- Серебряный призёр ВЕХЛ (2): 2003, 2004
- Обладатель Континентального Кубка (2011)